# Шранкова, Ивета
Ивета Шранкова (в замужестве — Грицова) (чеш. Iveta Šranková (Hritzová), 1 октября 1963, Злате-Моравце, Чехословакия) — чехословацкая хоккеистка (хоккей на траве), полевой игрок. Серебряный призёр летних Олимпийских игр 1980 года.

## Биография
Ивета Шранкова родилась 1 октября 1963 года в чехословацком городе Злате-Моравце (сейчас в Словакии).
Играла в хоккей на траве за «Калекс» из Злате-Моравце.
В 1980 году вошла в состав женской сборной Чехословакии по хоккею на траве на летних Олимпийских играх в Москве и завоевала серебряную медаль. Играла в поле, провела 1 матч, мячей не забивала.